# Авторское право в СНГ
Авторское право в СНГ — регулируется Законами об Авторском праве и смежных правах государств, входящих в Союз независимых государств (СНГ).

## История
В бывших союзных республиках СССР до развала СССР действовали законы об авторском праве в СССР.
31 мая 1991 года было принято Постановление Верховного Совета СССР «О введении в действие Основ гражданского законодательства Союза ССР и республик» с разделом «Авторские права». Этот раздел содержал положения, в которых срок действия авторского права устанавливался в 50 лет (ст. 137), что соответствовало международной практике; вводились смежные права (ст. 141), которые действовали в течение 50 лет. 8 декабря 1991 был организован союз Независимых государств.

Карта расположения стран, входящих в СНГ

СНГ было основано на территории бывшего СССР главами РСФСР, Беларуси и Украины путём подписания 8 декабря 1991 года в Вискулях (Беловежская пуща) «Соглашения о создании Содружества Независимых Государств» (известно в СМИ как Беловежское соглашение). В состав СНГ вошли Россия, Грузия, Белоруссия, Казахстан, Армения, Киргизия, Молдавия и Таджикистан, Узбекистан, Туркменистан.
С распадом СССР прекратила своё действие централизованная система ВААП (Всесоюзное агентство по авторским правам). Каждая республика должна была находить собственные средства из своего бюджета и сама устанавливать связи с международными организациями по вопросам авторского права. Прекратилось централизованное издание нормативных документов. Республики должны были разрабатывать собственные законы и инструкции, особенности республики. Потенциальные возможности новых государств, входящих в СНГ, не могли быть полностью реализованы из-за экономического кризиса.
С отсутствием Всесоюзного агентства по авторским правам каждая республика должна была также создавать свой собственный национальный специализированный орган по авторскому праву.
Учитывая возникшие трудности бывшие союзные республики, члены СНГ, взяли на себя обязательство руководствоваться законами Союза до принятия новых законов. Это положение в государствах — членах СНГ закреплялось соответствующими положениями их высшими органов государственной власти в 1991 году.
Некоторые государства, такие как Таджикистан, не приняли вовремя нормативные акты, касающиеся авторских прав и остались формально без действующего закона. Это упущение на территории СНГ было устранено после подписания Соглашения о сотрудничестве в области охраны авторского права и смежных прав главами 10 государств (Армении, Беларуси, Казахстана, Кыргызстана, Молдовы, Российской Федерации, Таджикистана, Туркмении, Узбекистана, Украины) 24 сентября 1993 года в Москве.
Правовая база по защите интересов авторов и их правопреемников на территории СНГ вводилась статьями 1 и 2 соглашения. В Ст. 1 и 2 говорилось: «Государства-участники обеспечивают на своих территориях выполнение международных обязательств, вытекающих из участия бывшего Союза СССР во Всемирной конвенции об авторском праве (в редакции 1952 г.), исходя из того, что дата вступления в силу указанной Конвенции для СССР (27 мая 1973 г.) является датой, с которой каждое Государство-участник считает себя связанным ее положениями»…"Государства-участники о6язывались применять Всемирную конвенцию как к произведениям, созданным после 27 мая 1973 г., так и к произведениям, охранявшимся по законодательству Государств-участников до этой даты на тех же условиях, которые установлены национальным законодательством в отношении своих авторов". Статьи 3 — 6 соглашения обязывали государства проводить борьбу с незаконным использованием объектов авторского права и смежных прав через свои компетентные организации, будут содействовать разработке конкретных программ и мероприятий, должны разработать и принять свои законы, обеспечивающие охрану авторского права и смежных прав на уровне требовании Бернской конвенции об охране литературных и художественных произведений, Женевской конвенции об охране производителей фонограмм от неразрешенного воспроизведения их фонограмм, Римской конвенции об охране прав артистов исполнителей, производителем фонограмм, организаций теле-радиовещания и решать вопросы об избежании двойного налогообложения авторского вознаграждения.
В дальнейшем государства члены СНГ по отдельности вступали в члены Всемирной Организации Интеллектуальной Собственности (ВОИС), создавали Агентства по авторским и смежным правам, принимали собственные законы об Авторских и смежных правах. Так в Республике Узбекистан закон «Об авторском праве и смежных правах» находится в компетенции Узбекского республиканского агентства по авторским правам.
Закон Российской Федерации «Об авторском праве и смежных правах» стал основой для разработки национальных законодательств во всех странах СНГ. Поэтому их законодательство в области авторского права и смежных прав оказалось в значительной мере унифицированным. Принятые Республиками Законы также полностью соответствуют требованиям Бернской Конвенции об охране литературных и художественных произведений.
Работа над законами об авторских правах продолжается и в настоящее время. Доработки касаются авторских прав в интернете, использовании цифровой информации на компьютерах, соотношения описаний авторских прав в разных законах с целью исключения дублирования. Так в Республике Беларусь законы, касающиеся авторских прав указаны в законах «О ратификации Договора Всемирной организации интеллектуальной собственности по авторскому праву», «О ратификации Договора Всемирной организации интеллектуальной собственности по исполнениям и фонограммам» от 10 июня 1998 года, «О присоединении Республики Беларусь к Бернской конвенции об охране литературных и художественных произведений», «Законе Республики Беларусь „Об авторском праве и смежных правах“, в указах Президента Республики Беларусь „О присоединении к Договору ВОИС по авторскому праву“, „О присоединении к Договору ВОИС по исполнениям и фонограммам“ от 17 ноября 1997 года» и др.
В соответствии с Соглашениями о сотрудничестве в области авторского права 1993 г., Алма-Атинскими рекомендациями 1995 года страны СНГ заключили двусторонние соглашения с Агентствами стран СНГ, включающими в себя разделы о взаимной охране прав авторов, о взаимной правовой помощи и др. Организации, в ведении которых находится защита авторских прав, взяли на себя обязательства о взаимной передачи друг другу имеющихся у них прав, обеспечение в соответствии с действующим законодательством на территориях деятельности по охране прав авторов другой стороны в сфере управления имущественными правами авторов на коллективной основе.
Стороны также обязались оказывать друг другу взаимную правовую и информационную помощь путём о новых нормативных актах об авторских и смежных правах и практике их применения в их странах, приглашать специалистов для участия в организуемых ими семинарах, конференциях по авторско-правовым вопросам.

## Защита авторских прав
Ответственность за преступления в сфере авторских и смежных прав в странах СНГ описывается в их Уголовных законодательствах. Нормы ответственности за посягательства на авторские и смежные права зависят от уровня причиненного ущерба и без учёта уровня ущерба, наличия умысла на деяние, кратности преступления, принятого в стране закона. Так в Республике Узбекистан нарушение авторских прав наказывается штрафом от двадцати пяти до семидесяти пяти минимальных размеров заработной платы или лишением определенного права до пяти лет, или исправительными работами до трех лет, либо арестом до шести месяцев без учёта установления количественного ущерба.
В уголовных кодексах стран СНГ нет единых норм наказаний за разные деяния. К примеру, в Уголовных кодексах Азербайджана,Украины и России установлена норма, предусматривающая наказание только за нарушение авторских и смежных прав. В Узбекистане не преследуются в уголовном порядке виновные за нарушение смежных прав. В уголовных кодексах Таджикистана, Узбекистана, Украины нет уголовной ответственности за неоднократное нарушение авторских и смежных прав. В уголовных кодексах Грузии, Узбекистана, Украины не предусмотрено отягчающих уголовную ответственность обстоятельств, таких как совершение деяний, посягающих на интеллектуальную собственность группой лиц по предварительному сговору. В уголовных кодексах Беларуси, Грузии, Таджикистана, Туркменистана, Узбекистана, Украины не предусмотрена повышенная уголовная ответственность за совершение деяний организованными преступными группировками. Согласно УК Беларуси уголовная ответственность за нарушение права на интеллектуальную собственность наступает только после наложения административного взыскания за такое же предусмотренное нарушение.